# Liste d'espèces menacées d'après l'Annexe I de la Convention de Washington
 (mars 2010).
Voici une liste — non exhaustive — d'espèces en danger, citées dans l'annexe I de la Convention de Washington (CITES).
Voir aussi Catégorie:CITES annexe I.

## Flore

### Dans la famille desAgavaceae
Agave parviflora

### Dans la famille desApocynaceae
Pachypodium ambongense, Pachypodium baronii et Pachypodium decaryi

### Dans la famille desAraucariaceae
Araucaria araucana (Araucaria du Chili ou Désespoir des singes)

### Dans la famille desCactaceae

#### Genres complets
- Ariocarpus
- Discocactus
- Pelecyphora
- Strombocactus
- Turbinicarpus
- Uebelmannia

#### Espèces
- Astrophytum asterias
- Aztekium ritteri
- Coryphantha werdermannii
- Echinocereus schmollii
- Escobaria minima et Escobaria sneedii
- Mammillaria pectinifera et Mammillaria solisioides
- Melocactus conoideus, Melocactus deinacanthus, Melocactus glaucescens et Melocactus paucispinus
- Obregonia denegrii
- Pachycereus militaris
- Pediocactus bradyi, Pediocactus knowltonii, Pediocactus paradinei, Pediocactus peeblesianus et Pediocactus sileri
- Sclerocactus erectocentrus, Sclerocactus glaucus, Sclerocactus mariposensis, Sclerocactus mesae-verdae, Sclerocactus nyensis, Sclerocactus papyracanthus, Sclerocactus pubispinus et Sclerocactus wrightiae

#### Sous-espèces
- Echinocereus ferreirianus ssp. lindsayi
- Sclerocactus brevihamatus ssp. tobuschii

### Dans la famille desPinaceae
- Abies guatemalensis (Sapin du Guatemala)
- Widdringtonia cedarbergensis (Cèdre du Cap, famille des cyprès)
- Widdringtonia whitei (Cèdre de montagne)

## Insectes
Quatre espèces de papillons : 
- Ornithoptera alexandrae
- Papilio chikae, Papilio homerus et Papilio hospiton

## Poissons
- Acoupa de MacDonald : Totoaba macdonaldi
- Barbeau de Julien : Probarbus jullieni
- Cœlacanthe : Latimeria spp.
- Esturgeon : Acipenser brevirostrum, A. sturio
- Scléropage d'Asie : Scleropages formosus
- Poisson-chat géant du Mékong : Pangasianodon gigas
- Requins

## Amphibiens
- Crapaud rouge de Madagascar : Dyscophus antongilii
- Grenouille arbricole de Romer : Philautus romeri

## Reptiles
- Alligator de Chine : Alligator sinensis
- Boa constrictor :  constrictor
- Chuckwalla de San Esteban : Sauromalus varius
- Crocodile du Nil : Crocodylus niloticus
- Gavial du Gange : Gavialis gangeticus
- Python molure : molurus molurus
- Tortue-luth : Dermochelys coriacea
- Tuatara des Māori ou Hattéria : Sphenodon punctatus
- Varan de Komodo : Varanus komodoensis
- Vipère d'Orsini : Vipera ursinii

## Oiseaux
- Aigle des singes : Pithecophaga jefferyi
- Albatros de Steller : Diomedea albatrus
- Ara bleu : Anodorhynchus glaucus
- Atrichorne bruyant : Atrichornis clamosus
- Autruche : Struthio camelus
- Canard de Meller
- Coq-de-roche : Xipholena atropurpurea
- Cotinga : Cotinga maculata
- Courlis à bec grêle : Numenius tenuirostris
- Effraie de Soumagne : Tyto soumagnei
- Étourneau de Bali : Leucopsar rothschildi
- Fou d'Abbott : Papasula abbotti
- Frégate d'Andrews : Fregata andrewsi
- Grèbe géant : Podilymbus gigas
- Grue de Sibérie : Grus leucogeranus
- Hirondelle à lunettes : Pseudochelidon sirintarae
- Ibis chauve : Geronticus eremita
- Jabiru : Jabiru mycteria
- Kagou huppé : Rhynochetos jubatus
- Kakapo : Strigops habroptilus
- Mainate religieux : Gracula religiosa
- Manchot de Humboldt :Spheniscus humboldti
- Mouette relique : Larus relictus
- Mégapode : maléo Macrocephalon maleo
- Méliphage cornu : Lichenostomus melanops cassidix
- Nandou de Darwin : Rhea pennata
- Papangue
- Pélican frisé : Pelecanus crispus
- Pétrel de Barau
- Pétrel noir de Bourbon
- Perruche à lunettes vertes : Neophema chrysogaster
- Picatharte : Picathartes gymnocephalus et P. oreas
- Quetzal resplendissant : Pharomachrus mocinno
- Râle de Platen : Aramidopsis
- Râle sylvestre : Gallirallus sylvestris
- Tinamou solitaire : Tinamus solitarius
- Tuit tuit
- Vautour chaugoun : Gyps bengalensis
- Vautour Indien : Gyps indicus
- Zostérops à poitrine blanche : Zosterops albogularis

## Mammifères
- Antilocapre : Antilocapra americana
- Atèle : Ateles geoffroyi
- Aye-aye : Daubentonia madagascariensis
- Baleine du Groenland : Balaena mysticetus
- Baleine grise : Eschrichtius robustus
- Baleine pygmée : Caperea marginata
- Balénoptère ou rorqual : Balaenoptera physalus
- Bandicoot à pied de porc : Chaeropus ecaudatus (peut-être éteint)
- Chimpanzé bonobo : Pan bonobo
- Cachalot : Physeter macrocephalus
- Caracal : Caracal caracal
- Cerf de Java
- Cheval de Prjevalski : Equus prjevalskii
- Chimpanzé : Pan troglodytes
- Chinchilla : espèces sauvages
- Couguar ou Puma : Felis concolor
- Dugong : Dugong dugon
- Entelle : Semnopithecus entellus
- Gibbon : Hylobatidae Gibbons
- Gorille : Gorilla gorilla
- Guépard : Acinonyx jubatus
- Hyperoodon : Hyperoodon spp.
- Hémione : Equus hemionus hemionus
- Jaguarondi : Herpailurus yaguarondi
- Loutre de mer : Enhydra lutris
- Lamantin : Trichechus inunguis, T. manatus
- Mandrill : Mandrillus sphinx
- Marsouin : Neophocaena phocaenoides
- Baleine à bosse : Megaptera novaeangliae
- Once ou Panthère des neiges : Uncia uncia
- Okapi : Okapia johnstoni
- Panda : Ailuropoda melanoleuca
- Panthère nébuleuse : Neofelis nebulosa
- Petit panda : Ailurus fulgens
- Platanista : Platanista spp.
- Roussette noire
- Sanglier nain ou Babiroussa : Babyrousa babyrussa
- Saïmiri : Saimiri oerstedii
- Souris marsupiale : Sminthopsis longicaudata, S. psammophila
- Tigre : Panthera tigris
- Vigogne : Vicugna vicugna
- Wombat à nez poilu du Queensland : Lasiorhinus krefftii
- Zèbre : Equus zebra
- Zyzomys : Zyzomys argurus